# Lutjanus argentimaculatus
Espèce
Le vivaneau des mangroves (Lutjanus argentimaculatus) est une espèce de poissons de la famille des Lutjanidae.